# Мачавариани, Аслан Николаевич
Аслан Николаевич Мачавариани (1900 год, село Пирвели-Обча, Кутаисский уезд, Кутаисская губерния, Российская империя — неизвестно, село Первели-Обча, Маяковский район, Грузинская ССР) — звеньевой колхоза имени Орджоникидзе Обчинского сельсовета Маяковского района, Грузинская ССР. Герой Социалистического Труда (1949).

## Биография
Родился в 1900 году в крестьянской семье в селе Первели-Обча Кутаисского уезда. Окончил местную начальную школу. Трудился в личном сельском хозяйстве. После начала коллективизации с 1930 года трудился рядовым колхозником в колхозе имени Орджоникидзе Багдатского района (с 1940 года — Маяковский район). В послевоенные годы возглавлял звено виноградарей.
В 1948 году звено под его руководством собрало в среднем с каждого гектара по 105,3 центнера винограда с участка площадью 3 гектара. Указом Президиума Верховного Совета СССР от 9 августа 1949 года удостоен звания Героя Социалистического Труда за «получение высоких урожаев винограда в 1948 году» с вручением ордена Ленина и золотой медали «Серп и Молот» (№ 4317).
Этим же указом званием Героя Социалистического Труда были награждены труженики колхоза имени Орджоникидзе Василий Порфирьевич Мшвилдадзе и Силован Варламович Сирбиладзе.
Проживал в селе Пирвели-Обча Маяковского района. Дата его смерти не установлена.
Награды
- Герой Социалистического Труда
- Орден Ленина
- Орден Трудового Красного Знамени (05.09.1950)
- Медаль «За трудовое отличие» (02.04.1966)